# 레오폴트 미술관
레오폴트 미술관(독일어: Leopold Museum 레오폴트 무세움[*])은 오스트리아 빈 무제움스크바르티어에 있는 현대 미술관이다. 여기에는 에곤 실레, 구스타프 클림트, 오스카스 코코슈카, 리하르트 게르스틀 등의 작품이 있다. 에곤 실레의 컬렉션은 세계에서 가장 큰 것이다.
50년 동안 엘리자베스와 루돌프 레오폴트 부부에 의해 수집된 5,000점 이상의 작품은 오스트리아 은행의 협력으로 레오폴트 박물관 재단이 관리하게 되었다. 레오폴트 박물관은 2001년 개관하였다. 주된 소장품은 20세기 전반의 오스트리아 미술 작품이다. 역사적 맥락에서 10세기, 20세기 오스트리아의 주요했던 예술의 흐름이 전시되어 있다.